# Prospero Postiglione
 (mars 2024).
 (mars 2024).
Si vous disposez d'ouvrages ou d'articles de référence ou si vous connaissez des sites web de qualité traitant du thème abordé ici, merci de compléter l'article en donnant les références utiles à sa vérifiabilité et en les liant à la section « Notes et références ».
Prospero Postiglione est un médecin italien, né en 1776 à Pignola, dans la Basilicate (royaume des Deux-Siciles), mort à Naples le 11 février 1841.

## Biographie
Destiné à l’état ecclésiastique, il fut d’abord élevé dans le séminaire de Potenza. Après avoir reçu les ordres et enseigné pendant quelques années la philosophie, il commença à Naples l’étude de la médecine, qu’il acheva ensuite aux universités de Pavie et de Padoue. De retour à Naples il obtint, vers 1811, la chaire de clinique et de matière médicale, qu’il a conservée jusqu’à sa mort. Avec Vincenzo Lanza et Benedetto Vulpes, Postiglione a été un des restaurateurs de la méthode d’Hippocrate, qui avait été longtemps négligée pour le brownisme. En même temps il a fondé la clinique médicale à Naples.

## Œuvres
Outre divers écrits philosophiques, il a publié les ouvrages suivants de médecine :
- Sur la fièvre pétéchiale, Naples, 1816 ;
- Sur la vraie méthode de guérir, ibid., 1817 ;
- Manuel de matière médicale, ibid., 1824 ;
- Institutions de clinique médicale, ibid., 1830, 2 vol.